# Abri Axlor
Der Abri Axlor ist ein prähistorischer Fundplatz aus dem Moustérien (150.000–40.000 v. Chr.) in Dima südöstlich von Bilbao in der Provinz Bizkaia, im Baskenland in Spanien. Der aufgrund des aktuellen Zustands als „Abri“ bezeichnete, ehemalige Zugang zu einer verschütteten Höhle, liegt in einem Karstmassiv aus Kalkstein. Es ist eine der Stätten in Spanien mit Neandertalerüberresten.
Der Abri wurde vom Prähistoriker Jose Migel Barandiaran entdeckt, der ihn zwischen 1967 und 1974 ausgrub. Er untersuchte die Stratigraphie und trennte neun Ebenen, davon fünf mit Moustérien-Bezug. Seine Ergebnisse wurden 1980 in seinem Gesamtwerk (Band XVIII) veröffentlicht. 
Baldeón untersuchte die Steinindustrie, J. Basabe die Überreste eines Neandertalers (fünf Zähne eines jungen Individuums). In neuen Kampagnen wurden den Zähnen der antiken Ausgrabung weitere hinzugefügt. Jesús Altuna Etxabe untersuchte die Fauna großer Säugetiere. Der Abri wird seit 2000 von Jesus González Urquijo und Juan J. Ibáñez Estévez erneut ausgegraben. Untersucht werden die Knochen- und Steinbearbeitung, die Fauna großer und kleiner Säugetiere (insbesondere Nagetiere), die Sedimente sowie die Holzkohle und die Pollen. 
Axlor weist Stufen aus dem Mittelpaläolithikum auf. Die jüngsten werden durch die Radiokarbonmethode auf etwa 42.000 v. Chr. datiert. Die ältesten können mit dieser Technik nicht datiert werden, da wegen der relativ kurzen Halbwertszeit des Kohlenstoffisotops 14C die Nachweisgrenze erreicht wird. 
Die Ebenen sind reich an Resten verzehrter Fauna und Steinindustrie. Die Studien vermitteln ein umfassenderes Bild der Beziehung zur Umwelt, zur Lebensweise und zur Nutzung natürlicher Ressourcen durch die Neandertaler. Darüber hinaus wurden Veränderungen dokumentiert, die darauf deuten, dass es sich um komplexe Gesellschaften handelte, die ihre Aktivitäten und Strategien zur Ausbeutung der Natur veränderten. Die neuen Informationen zerstreuen das Klischee des primitiven Neandertalers. Die Neandertaler von Axlor bearbeiteten Steine von bis zu 60 Kilometern entfernten Orten und solche aus der Nähe. Jeder Steintyp wurde mit Techniken bearbeitet, die sich der Materialbeschaffenheit anpassten und jede Werkzeuggruppe war zweckbestimmt. Die Strategien sind nicht repetitiv oder monoton, sondern komplex, strukturiert und verändern sich im Laufe der Zeit. 
Die gefundenen Speerspitzen weisen in einigen Fällen Einschlagspuren auf, die untersucht wurden, um zu prüfen, ob sie als Wurfwaffen verwendet wurden. Die Neandertaler von Axlor waren effiziente Jäger, die große Beutetiere wie Bisons erlegten. Ihre Taktiken und die gejagten Tierarten wechselten im Laufe der Zeit. Dies hängt zum Teil mit der Umwelt (in kälteren Zeiten tauchen vermehrt Rentiere auf) und der Art und Weise, wie sie sich organisierten, zusammen. Die Knochen erlegter Tiere werden häufig zur Verbesserung von Steinwerkzeugen verwendet. Wichtig ist, dass der Prozess, von der Zerlegung des Tieres und der Fragmentierung der Knochen (zur Knochenmarkgewinnung), bereits die Erzeugung geeigneter Fragmente für die Retusche berücksichtigte. So antizipierte der Neandertaler seine Bedürfnisse und integrierte diese in kurz-, mittel- und langfristige Pläne sowie organisierte Arbeiten.